# Cyprinus yilongensis
Cyprinus yilongensis là một loài cá vây tia tuyệt chủng thuộc họ Cyprinidae.
Loài này chỉ có ở Trung Quốc.